# Тюрін Володимир Миколайович
Володимир Миколайович Тюрін (? — 30 липня 2002) — рядовий Прикордонних військ України, 13 серпня 2002 року нагороджений орденом «За мужність» III ступеня (посмертно) «за особисту мужність і відвагу, виявлені під час затримання порушника державного кордону України».

## Загибель
Як повідомила прес-служба Державного комітету у справах охорони державного кордону України, інцидент трапився під час спроби затримання мікроавтобуса «Мерседес», у якому, за оперативною інформацією, знаходилася велика партія контрабандних товарів. На трасі «Великоплоске-Новопетрівка» на україно-молдавській ділянці державного кордону водій автобуса не підкорився вимозі прикордонників зупинитися і на великій швидкості поїхав далі.
Рядовий Тюрін спробував перекрити дорогу мікроавтобусу. Але машина несподівано повернула в його бік і, на повному ходу збивши солдата, зникла в селі Новопетрівка.
Рядовий був доставлений в лікарню, де йому була зроблена операція, але від отриманих травм він помер, не опритомнівши.
Наказом голови Держкомкордону Миколи Литвина Володимир Тюрін посмертно нагороджений медаллю «За мужність в охороні державного кордону України».